# Зу-л-Кадар
Зу-л-Кадар або Дху-л-Кадр — міфічний предок Дулкадірідів, династії, що правила в бейлику Зулкадар. Походив з огузького племінного союзу Бозок. Його син Зулкадір-оглу Зейн-ад-дін Ахмед Караджа-бей в 1337 році захопив у Хулагуїдів Ельбістан і заснував бейлик Зулкадар.